# Цоцили
Цоцили (исп. Tzotzil, самоназвание — «Люди летучей мыши», синонимы — социль, цоцлем, келене, керен) — индейский народ, один из народов майя в Мексике. Населяют горные и предгорные районы в штате Чьяпас. Численность — 125 тыс. чел. Говорят на языке цоциль, имеющем диалекты. По культуре родственны соседним цельталям. Верующие — католики. Активно сопротивляются ассимиляции, стараясь сохранить традиционную культуру. Перед испанским завоеванием подчинялись ацтекам.

## Традиционные занятия
Основные занятия — ручное земледелие, охота, рыболовство, пчеловодство, собирательство. Основные культуры: кукуруза, тыква, фасоль, сладкий маниок, перец, томаты, рис, бананы, сахарный тростник. картофель, кофе. Разводят птицу, свиней, мулов, ослов.
Развиты гончарство, ткачество, плетение, выделка кожи, плотничество, изготовление музыкальных инструментов. Работают по найму.

## Быт и традиции
Жилище типично для майя, часто перед фасадом строится веранда на опорах. Дом имеет два входа в противоположных стенах. Используются паровые бани.
Традиционная одежда — у мужчин — белые рубахи, штаны до колен, коричневые, в черную полоску, или светлую, серапе (пончо), сандалии, пояса, соломенные шляпы, у старейшин — фетровые. Женщины носят длинные темные юбки, белые кофты, по праздникам — красные уипили, цветные платки, шерстяные накидки-одеяла, различные украшения.

## Социальная организация
Семья малая и большая, патрилинейная, брак патрилокальный. Встречается полигиния, сорорат, выкуп за невесту. Сохраняются патрилинейные линиджи. Крупные поселения делятся на 4 эндогамных квартала. Характерна иерархия выборных лидеров общины.

## Традиционные верования
У цоцилей сохраняются доиспанские мифология, фольклор, свой ритуальный календарь, шаманизм, культ предков (тотилмеилетики), крестов, гор, пещер, колодцев, «говорящих святых» (маленьких индивидуальных оракулов). Главные церемонии — в День Креста в мае перед севом и в октябре после сбора урожая. Отмечаются и католические праздники, сопровождаются они обычно танцами в костюмах и масках (танцы Обезьяны, Ягуара, Оленя).